# Айдсволд (тауншип, Миннесота)
Айдсволд (англ. Eidsvold) — тауншип в округе Лайон, Миннесота, США. На 2000 год его население составило 223 человека.

## География
По данным Бюро переписи населения США площадь тауншипа составляет 86,9 км², из которых 86,8 км² занимает суша, а 0,2 км² — вода (0,21 %).

## Демография
По данным переписи населения 2000 года здесь находились 223 человека, 81 домохозяйство и 58 семей.  Плотность населения —  2,6 чел./км².  На территории тауншипа расположено 88 построек со средней плотностью 1,0 построек на один квадратный километр. Расовый состав населения: 96,86 % белых, 1,35 % — других рас США и 1,79 % приходится на две или более других рас. Испанцы или латиноамериканцы любой расы составляли 3,14 % от популяции тауншипа.
Из 81 домохозяйства в 43,2 % воспитывались дети до 18 лет, в 66,7 % проживали супружеские пары, в 3,7 % проживали незамужние женщины и в 27,2 % домохозяйств проживали несемейные люди. 23,5 % домохозяйств состояли из одного человека, при том 11,1 % из — одиноких пожилых людей старше 65 лет. Средний размер домохозяйства — 2,75, а семьи — 3,36 человека.
33,2 % населения — младше 18 лет, 8,1 % — в возрасте от 18 до 24 лет, 23,3 % — от 25 до 44, 19,3 % — от 45 до 64, и 16,1 % — старше 65 лет. Средний возраст — 34 года. На каждые 100 женщин приходилось 114,4 мужчин.  На каждые 100 женщин старше 18 приходилось 109,9 мужчин.
Средний годовой доход домохозяйства составлял 43 125 долларов, а средний годовой доход семьи —  47 813 долларов. Средний доход мужчин —  31 250  долларов, в то время как у женщин — 18 125. Доход на душу населения составил 13 896 долларов. За чертой бедности находились 12,7 % семей и 12,3 % всего населения тауншипа, из которых 12,5 % младше 18 и 32,5 % старше 65 лет.